# Фрегаты типа «Де Зевен Провинсиен»
«Де Зевен Провинсиен» (нидерл. De Zeven Provinciënklasse — «семь провинций») — тип фрегатов УРО ВМС Нидерландов. Были спроектированы в 1993—1998 годах. Основной задачей фрегатов данного класса является обеспечение ПВО, помимо этого, они сменили устаревшие фрегаты типа «Тромп» в роли флагманских кораблей флота. Всего на верфях Koninklijke Schelde Groep во Флиссингене было в 1998—2005 годах построено четыре фрегата типа «Де Зевен Провинсиен», которые по состоянию на 2009 год являются наиболее современным классом боевых кораблей ВМС Нидерландов.

## Представители
| Название                                | Номер | Закладка        | Спуск на воду  | Вступление в строй |
| --------------------------------------- | ----- | --------------- | -------------- | ------------------ |
| Де Зевен Провинсиен De Zeven Provinciën | F 802 | 1 сентября 1998 | 8 апреля 2000  | 26 апреля 2002     |
| Тромп Tromp                             | F 803 | 3 сентября 1999 | 7 апреля 2001  | 14 марта 2003      |
| Де Рёйтер De Ruyter                     | F 804 | 1 сентября 2000 | 13 апреля 2002 | 22 апреля 2004     |
| Эвертсен Evertsen                       | F 805 | 6 сентября 2001 | 19 апреля 2003 | 10 июня 2005       |

## Команда
В состав команды фрегата входят 202—207 человек, из них 169 на военных должностях. 10 человек входят в состав вертолётной команды.